# Rammerscales House

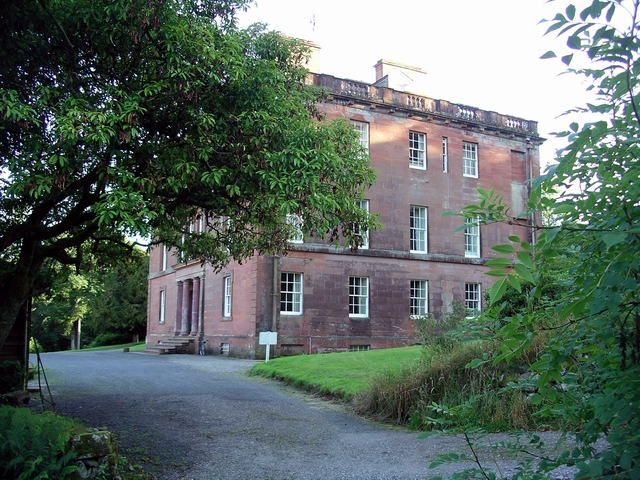
Rammerscales House

Rammerscales House ist ein Herrenhaus nahe der schottischen Ortschaft Hightae in der Council Area Dumfries and Galloway. 1971 wurde das Bauwerk in die schottischen Denkmallisten in der höchsten Denkmalkategorie A aufgenommen.

## Geschichte
Auf Grund der Lage inmitten der umkämpften Gebiete im schottisch-englischen Grenzland, gingen zahlreiche Aufzeichnungen über die Geschichte der Ländereien verloren. Im 14. Jahrhundert war das Anwesen Rammerscales Teil der Ländereien von Holmain. Es war der schottische König David II., welcher Holmain 1361 dem Clan Carruthers zusprach. Der Clan Carruthers unterstand wiederum dem Clan Douglas. Im Jahre 1587 sind die Carruthers unter den Lairds der Region gelistet. Robert Carruthers heiratete 1687 Margaret Dalziell und erhielt Rammerscales zugesprochen. Im Zuge der Jakobitenaufstände 1745 unterstützten die Carruthers die Jakobiten. In der Folgezeit wurden zahlreiche Unterstützer ihrer Besitztümern enteignet. Möglicherweise traf dies auch auf die Carruthers und Rammerscales zu. Bekannt ist nur, dass das Anwesen 1758 gerichtlich zum Verkauf ausgeschrieben wurde.
Der in der Umgebung lebende Arzt James Mounsey erwarb Rammerscales. Mounsey hatte einige Zeit in Russland gelebt und war Leibarzt der späteren russischen Kaiserin Katharina der Großen. Über das Gebäude, das sich zu dieser Zeit am Standort befunden hatte, sind keine Aufzeichnungen erhalten. Das heutige Rammerscales House ließ Mounsey um 1760 erbauen. Eine Legende besagt, dass die ungewöhnlich hohe Zahl an Türen von Rammerscales House von Mounsey explizit gewünscht wurde. Er habe sich Feinde in Russland gemacht und fürchtete einen russischen Angriff auf sein Leben. Um stets einen Fluchtweg zur Verfügung zu haben, habe er jeden Raum mit zwei Ausgängen ausstatten lassen. Die Legende kann jedoch nicht weiter erhärtet werden und mehrere Durchgänge wurden im Laufe der Jahrhunderte mit Mauerwerk verschlossen.
Nach seinem Tod im Jahre 1773 ging das Anwesen an seinen ältesten Sohn James über. Dieser stand in militärischen Diensten und scheint Rammerscales House zu keinem Zeitpunkt dauerhaft bewohnt zu haben. Er verstarb 1780 im Dienst auf den Westindischen Inseln. Seine beiden Brüder erbten das Anwesen. Nachdem 1797 der letzte der beiden verstorben war, fiel es seinen drei Schwestern zu. Diese lebten jedoch an anderen Orten und zeigten kein Interesse an dem Gebäude. In der Folge wurde es zum Preis von 7700 £ an den Glasgower Zuckerindustriellen James Bell verkauft. Im frühen 19. Jahrhundert und ein weiteres Mal in der Mitte des Jahrhunderts wurde der Innenraum überarbeitet. Kleiner Arbeiten wurden um 1938 ausgeführt.

## Beschreibung
Das Gebäude liegt isoliert in dem umgebenden Wald Rammerscales Wood rund 1,5 km südwestlich der Ortschaft Hightae. Das georgianisch gestaltete, dreistöckige Herrenhaus weist einen länglichen Grundriss auf. Das Mauerwerk besteht aus rotem Sandstein. Die ostexponierte Frontseite ist drei Achsen weit. Der tieferliegende Eingangsbereich ist mit zwei dorischen Säulen gestaltet. Darüber ist ein Drillingsfenster mit abschließendem Gesimse verbaut. Die Seitenfassaden sind fünf Achsen weit. An der Rückseite geht ein kleiner Anbau ab. Die Fassaden schließen mit einem umlaufenden Dachgesimse auf Kragsteinen ab. Eine aufsitzende Balustrade verdeckt das schiefergedeckte Walmdach.